# Jean "Binta" Breeze
Jean "Binta" Breeze MBE (Hanover, Jamaica, 11 de marzo de 1956-Sandy Bay, Jamaica, 4 de agosto de 2021) fue una poeta y narradora dub jamaicana. Trabajó también como directora de teatro, coreógrafa, actriz y profesora. Ha representado su obra en todo el mundo, en el Caribe, Estados Unidos, Europa, el Sudeste Asiático y África, siendo calificada como "una de las poetas performance más importantes e influyentes de los últimos años".

## Biografía
Breeze nació y se crio en la Jamaica rural, y creció en Patty Hill, un pequeño pueblo en las colinas de la Parroquia de Hanover. En 1978 se trasladó a Kingston para estudiar en la Escuela de Teatro de Jamaica, donde conoció a Michael Smith, Oku Onuora y Mutabaruka. Visitó Londres por primera vez a principios de 1985, por invitación de Linton Kwesi Johnson, para debutar en la International Book Fair of Radical Black and Third World Book, de Reino Unido, el 19 de marzo de ese año. Al regresar a Londres, en septiembre de 1985, obtuvo un certificado de estudios en el Garnett College en 1987 y ejerció de docente en el teatro en el Brixton College. Puesto que dejó tras dos años de enseñanza para poder dedicarse a la actuación a tiempo completo.
Escribió en varios medios. Su primer libro de poesía, Ryddim Ravings, fue publicado en 1988 por Race Today Collective. Continuó escribiendo el guion de Hallelujah Anyhow, una coproducción del British Film Institute y Channel 4. También lanzó varios álbumes, contribuyendo a Woman's Talk (1986) y grabando Tracks en 1991 con la Dub Band de Dennis Bovell.
Sufría de esquizofrenia desde los veinte años y escribió poesía sobre lo que ella misma llamaba "locura". En abril de 2006, en el programa de radio de la BBC The Interview, Breeze dio su punto de vista sobre las enfermedades mentales y abogó porque se prestara más atención a las necesidades de las personas esquizofrénicas a quienes no se les concede tanto margen de acción como a alguien con un "talento" como suyo.
Presentó su trabajo en todo el mundo, incluyendo giras por el Caribe, América del Norte, Europa, Sudeste Asiático y África, que han sido descritas como "festivales de una sola mujer". En sus últimos años vivió entre Leicester (Inglaterra) y Jamaica.
Nacida como Jean Lumsden, se casó con Brian Breeze en 1974. La pareja tuvo un hijo antes de separarse en 1978.

## Archivo
The Bloodaxe Book Archive, de las colecciones especiales y archivos de la Universidad de Newcastle conserva una colección de Jean "Binta" Breeze. Se trata de cartas y pruebas relacionadas con la publicación de sus obras poéticas.

## Reconocimientos
En 2003 recibió una beca NESTA de dos años para una estancia en Cambridge.
Fue miembro honorario de escritura creativa en la Escuela de Inglés de la Universidad de Leicester.
Breeze fue nombrada Miembro de la Orden del Imperio Británico (MBE) en 2012, por sus servicios a la literatura.
En 2018 recibió un doctorado honorario en letras de la Universidad de Leicester, el Lifetime Achievement Award del Festival de Poesía de Jamaica y la Musgrave Medal del Instituto de Jamaica.

## Obras

### Libros de poesía
- Answer (1983).
- Riddym Ravings and Other Poems (Race Today Publications, 1988) editado por Mervyn Morris.
- Spring Cleaning (Virago Publishing, 1992).
- On the Edge of an Island (Bloodaxe Books, 1997).
- Song Lines (Gecko Press, 1997).
- The Arrival of Brighteye and Other Poems poems (Bloodaxe Books, 2000).
- The Fifth Figure (Bloodaxe Books, 2006).
- Third World Girl: Selected Poems (Bloodaxe Books, 2011), con un DVD de actuaciones en directo.
- The Verandah Poems (Bloodaxe Books, 2016).

### Álbumes
- Riddym Ravings (1987), ROIR.
- Pistas (1991), LKJ.
- Rumores (1994), 57 Productions.
- Cabalgando sobre de Riddym (1997), 57 Productions.
- Eena Me Corner (2010), Arroyo Rec.